# Brycon orthotaenia
Brycon orthotaenia е вид лъчеперка от семейство Bryconidae. Видът е уязвим и сериозно застрашен от изчезване.

## Разпространение
Разпространен е в Бразилия (Алагоас, Баия, Минас Жерайс и Сержипи).

## Описание
На дължина достигат до 33 cm.
Популацията на вида е намаляваща.